# 디노피시스목
디노피시스목(Dinophysiales)은 와편모충류 목의 하나이다. 3개 과에 364종으로 이루어져 있다.

## 하위 과
- Amphisoleniaceae - 52종
- Dinophysaceae - 245종
- Oxyphysaceae - 58종
- 미분류 과
  - Sinophysis' - 9종